# Novaguinea rudalliae
Novaguinea rudalliae D.J.N. Hind – gatunek rośliny z rodziny astrowatych (Asteraceae). Występuje endemicznie na górze Jaya między 3630 a 4200 m n.p.m. oraz na górze Puncak Trikora na wysokości 4100 m n.p.m. w paśmie Gór Śnieżnych na Nowej Gwinei. Zasiedla podmokłe i bagniste murawy halne.
Nazwa rodzaju pochodzi od miejsca występowania, a epitet gatunkowy honoruje Paulę Rudall, pracownicę Jodrell Laboratory Królewskich Ogrodów Botanicznych Kew.

## Morfologia
PokrójMała, tworząca kępy, wieloletnia roślina zielna.
LiścieZebrane w różyczki liściowe o średnicy do 2,5 cm i wysokości ok. 1,5 cm. Starsze liście trwałe, młodsze liście rozpostarte do częściowo odgiętych. Blaszki liściowe odwrotnie lancetowate, nibyogonkowe. Nibyogonki o długości 10–12 mm i szerokości 2,8 mm, zwężające się lekko ku górze, kanalikowate, rozkładające się ku górze, nabiegłe winnoczerwono u nasady. Blaszka liściowo szeroko jajowata, o wymiarach 5–8×4–6 mm, błyszcząca, wyglądająca na nagą, ale zwykle z bardzo nielicznymi (<10) rozrzuconymi, sztywnymi, wyprostowanymi, wielokomórkowymi włosami. Żyłka główna wgłębiona, w górnej części blaszki słabo wystająca. Żyłkowanie kolejnych rzędów niemal niewidoczne, siateczkowate. Blaszki całobrzegie, zaokrąglone, niekiedy rzadko orzęsione.
KwiatyZebrane w koszyczek, wpierw siedzący, następnie wyrastający ze środka rozety liściowej na szypule długości do 2,5 cm i średnicy 1,5 mm u nasady, rozszerzającej się do 2,5 mm wierzchołkowo, skąpo owłosionej, niekiedy z pojedynczą podsadką w górnej połowie.  Okrywa średnicy 4 mm, miseczkowata, z 8–14 listkami położonymi w 2–3 szeregach. Listki zewnętrzne o wymiarach ok. 1,8–2,5×1,7×2,3 mm, tępe do zaokrąglonych; wewnętrzne o wymiarach 1,5×0,6–1,2 mm, ostre do tępych; wszystkie o poszarpanych brzegach.  Osadnik płaski do wypukłego, wyraźnie wypukły w czasie kwitnienia, nagi. Kwiaty języczkowe od 20 do 26, żeńskie, z koroną dwupłatkową, w dolnej części rurkowatą na długości 0,6–1 mm. Zewnętrzny płatek nagi, szeroki, o wymiarach 1,1–1,3×0,5–0,6 mm. Wewnętrzny płatek mniejszy, odgięty, równowąski, o wymiarach 0,8–1×0,2 mm. Kwiaty rurkowate od 14 do 15, obupłciowe, z koroną czwórwrębną, żółtawo-zieloną lub fioletowawo-różową. Łatki nagie, podnoszące się do rozpostartych, o ostrych do tępych wierzchołkach i zgrubiałych, niekiedy brodawkowatych brzegach. Cztery pręciki o nitkach w połowie długości złączonych z rurką korony. Słupek wyrastający poza gardziel korony, rozwidlony.
OwoceNiełupki zwykle bocznie spłaszczone, trójgraniaste, różowawobrązowe, wielkości ok. 2×0,7–0,8 mm, zwężające się do krótkiego dzioba, zwykle nagie, ale rzadko owłosione u nasady wierzchołka. Puch kielichowy nieobecny.

## Systematyka
Pozycja systematycznaRodzaj Novaguinea należy do podplemienia Lagenophorinae plemienia Astereae i podrodziny Asteroideae w obrębie rodziny astrowatych (Asteraceae).